# Port morski Trzebież
Port morski Trzebież – port morski w woj. zachodniopomorskim, w miejscowości Trzebież, położony na zachodnim brzegu przewężenia łączącego południową część Zalewu Szczecińskiego z Roztoką Odrzańską. Największy polski port nad Zalewem Szczecińskim, głównie rybacki, ale także handlowy, pasażerski i jachtowy, wodne przejście graniczne. 
Port Trzebież jest portem tranzytowym dla barek uprawiających żeglugę między Polską a Niemcami. Jest miejscem postoju żeglugi pasażerskiej, a także portem schronienia dla jednostek rybackich i sportowych. Jest także miejscem postoju jednostek Morskiej Służby Poszukiwania i Ratownictwa oraz PRCiP. Stanowi duży ośrodek sportów wodnych Centralnego Ośrodka Żeglarstwa Polskiego Związku Żeglarskiego dysponujący własnym basenem jachtowym.
Działa tu morskie przejście graniczne z ruchem osobowym i towarowym. Posterunek celny wykonuje kontrolę celną w pełnym zakresie. 

## Położenie
Port znajduje się w wewnętrznych wodach morskich. W rejonie Trzebieży przebiega tor wodny Świnoujście–Szczecin. Obecne granice portu zostały określone w 2009 roku. Port morski został formalnie ustanowiony w 1963 roku.
W granicach administracyjnych portu znajduje się akwatorium o powierzchni 0,1112 km².

## Warunki nawigacyjne

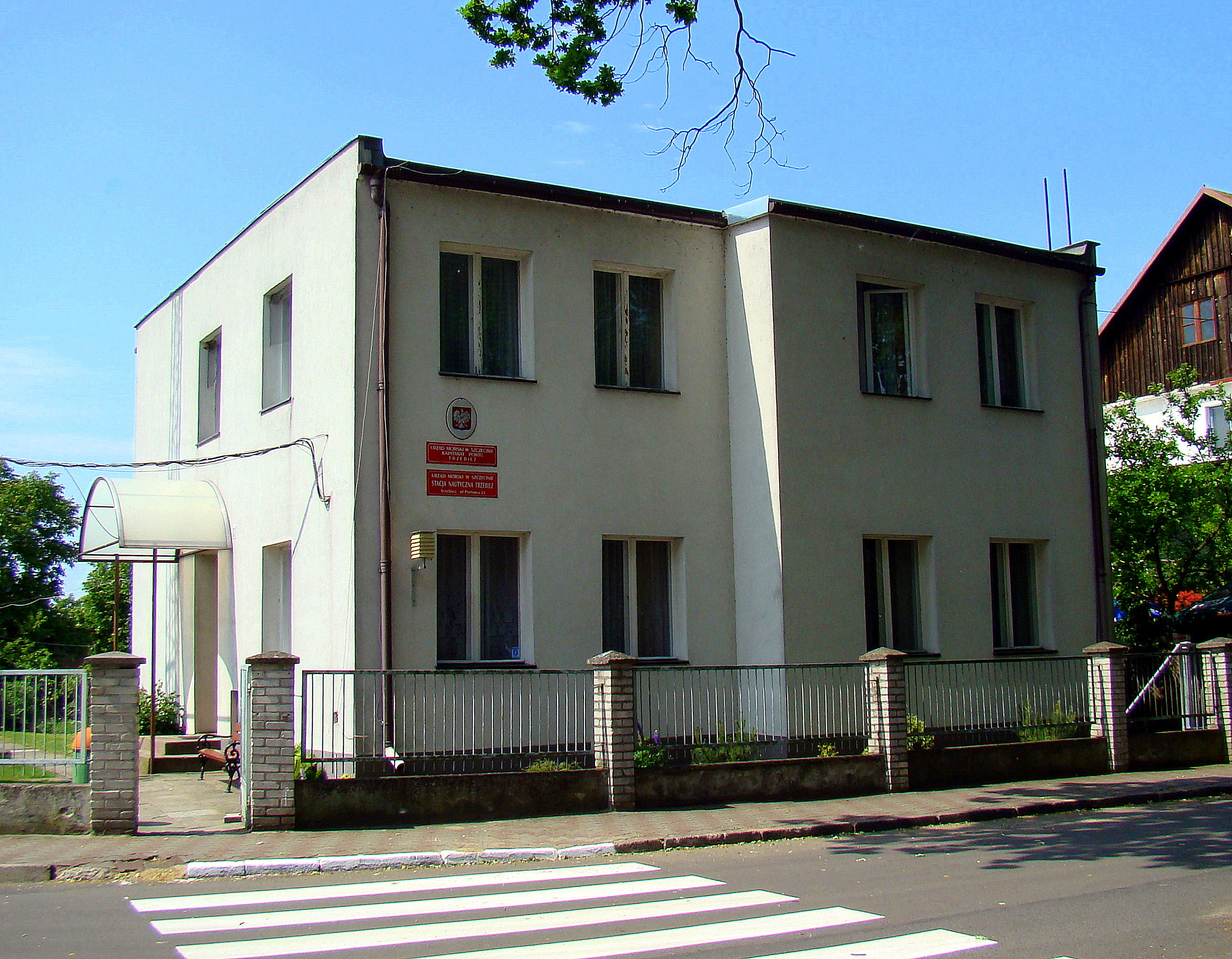
Kapitanat Portu Trzebież

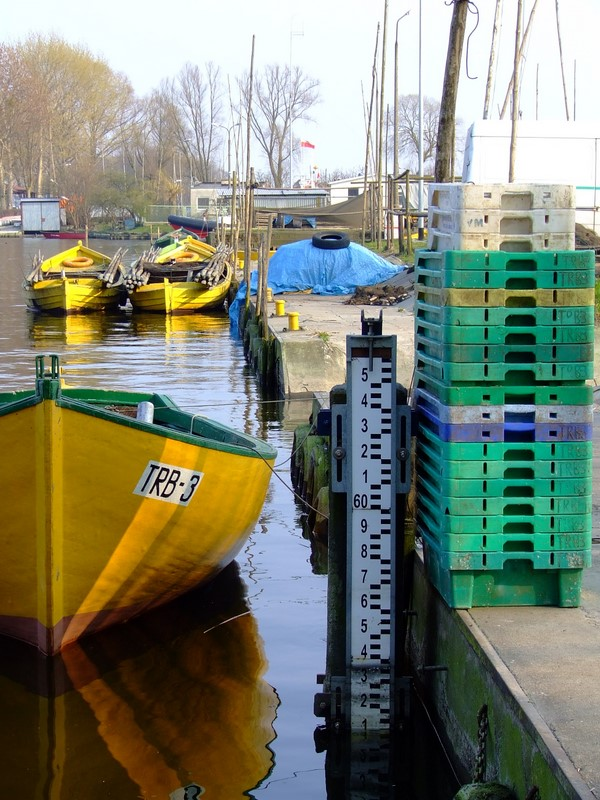
Port rybacki

W porcie Trzebież obowiązują następujące zasady ruchu statków:
1. maksymalna długość statków mogących zawijać do portu wynosi 90 m, a maksymalna szerokość – 20 m,
2. w celu uzyskania zezwolenia na wejście lub wyjście z portu statki oraz zestawy holownicze obowiązane są nawiązać łączność z Kapitanatem Portu Trzebież z 30-minutowym wyprzedzeniem,
3. w przypadku braku pływającego oznakowania nawigacyjnego, żegluga może odbywać się tylko w porze dziennej,
4. aktualne dopuszczalne zanurzenie statków określa kapitan portu Trzebież,
5. warunki wejścia i wyjścia z portu statków o długości ponad 75 m lub szerokości ponad 13 m oraz wszystkich statków przy sile wiatru powyżej 6°B, każdorazowo określa Kapitan Portu Trzebież.

Do portu prowadzą dwa podejścia:

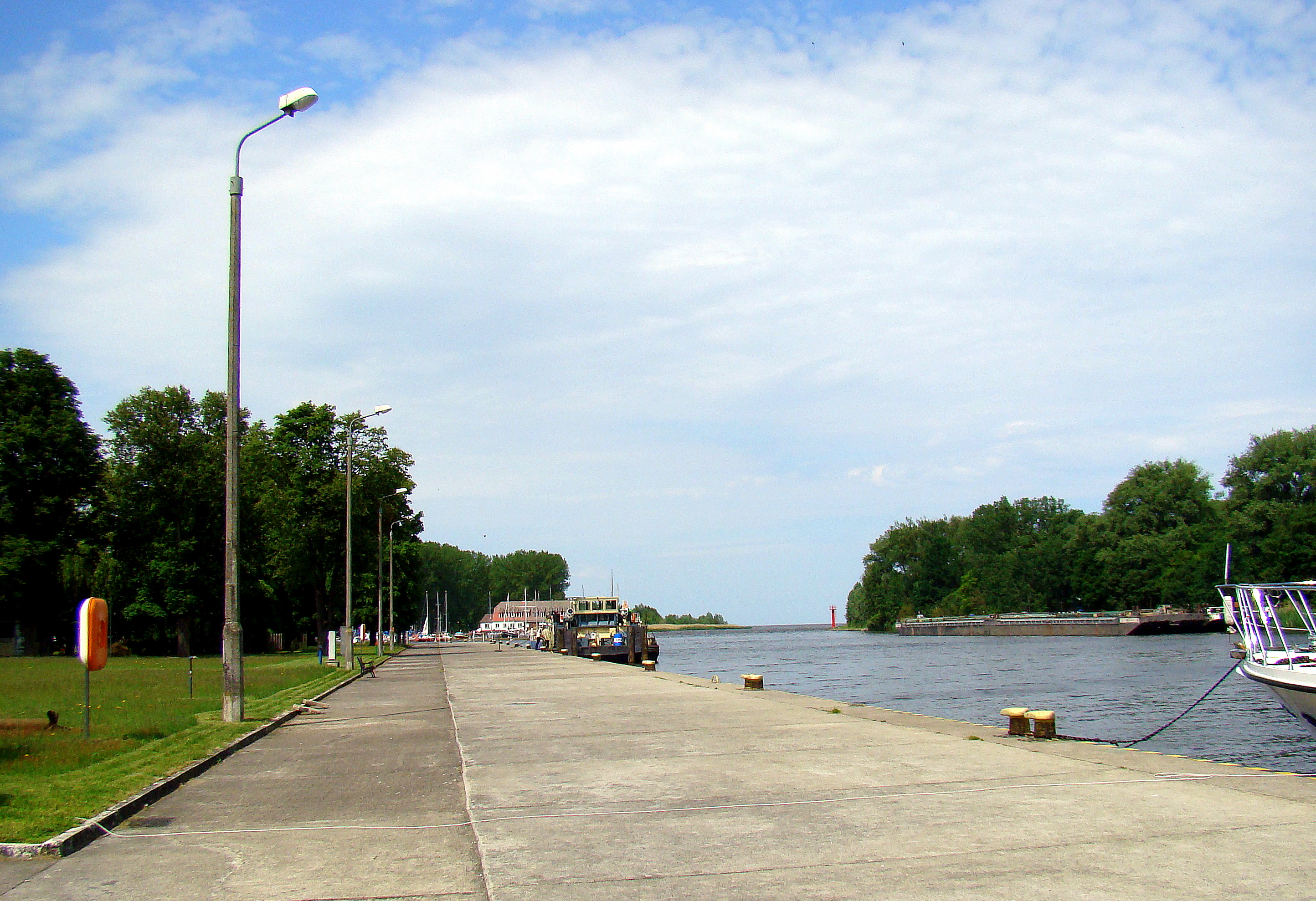
Nabrzeże tranzytowe w porcie

- Podejście północne – pogłębiony tor wodny o długości około 1,19 Mm ma szerokość w dnie 40 m i głębokość około 5,0 m.
- Podejście południowe – pogłębiony tor wodny ma długość około 1,21 Mm, szerokość w dnie 40 m i głębokość około 5,0 m. Początek toru podejściowego znajduje się przy pławie nr "15" toru wodnego Świnoujście–Szczecin.

Postój jachtów, łodzi i motorówek odbywa się przy nabrzeżach i pomostach na terenie przystani żeglarskiej w Basenie jachtowym A i B.

## Infrastruktura
| Nazwa nabrzeża       | Długość [m] | Głębokość [m] |
| -------------------- | ----------- | ------------- |
| tranzytowe           | 206         | 4,3 – 4,5     |
| dalbowe              | 595         | 4,0           |
| PRCiP                | 102         | 4,1 – 4,3     |
| nr 1 w basenie       | 198         | 0,5 – 3,0     |
| nr 2 w basenie       | 235         | 2,0           |
| nr 3 w basenie       | 235         | 3,7           |
| w basenie żeglarskim | 430         | 0,5 – 0,3     |

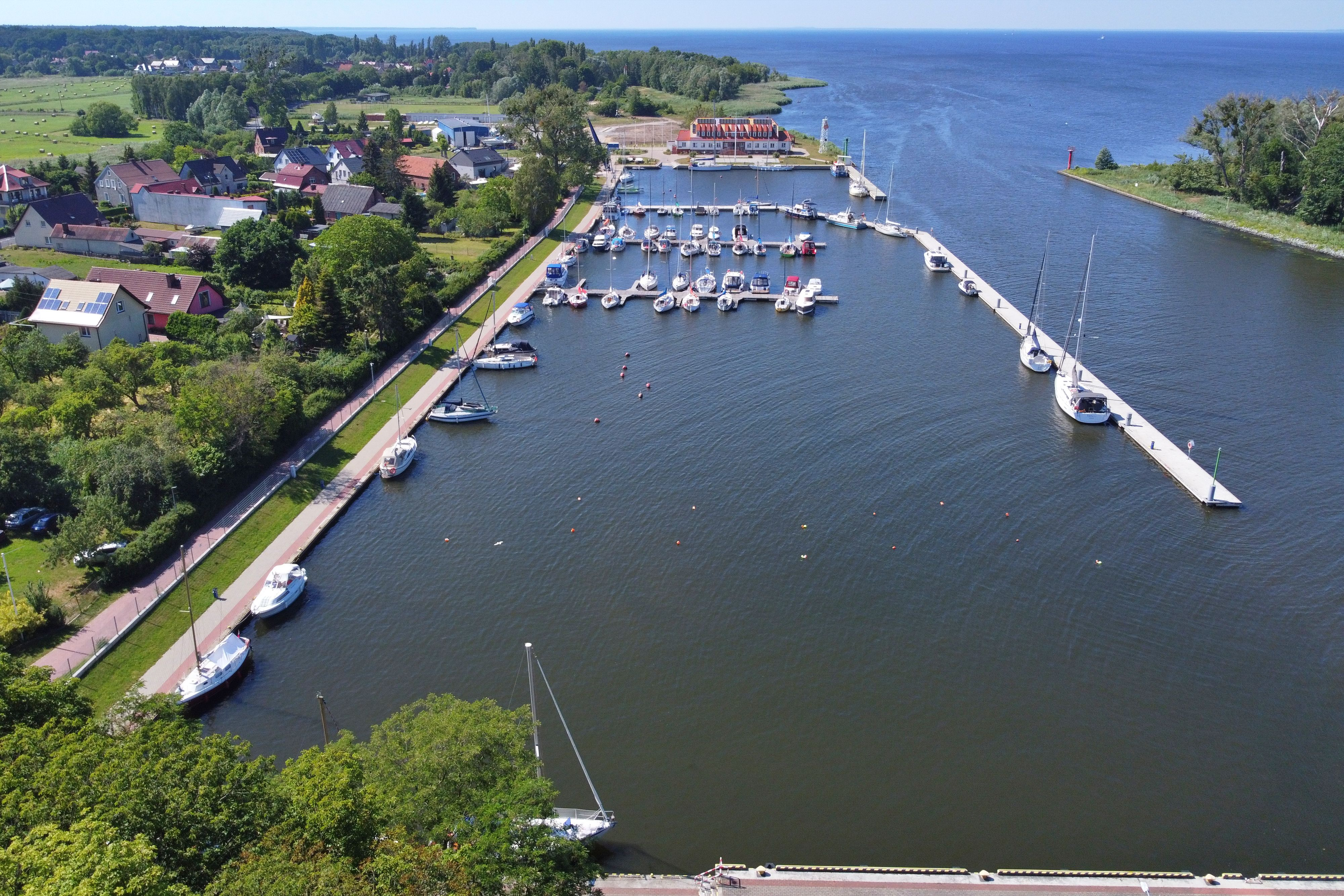
Przystań jachtowa (marina) w Trzebieży

Przyjmuje się, że port w Trzebieży składa się z dwóch części. Pierwsza obejmuje basen handlowy (południowy) i trzy małe baseny dla postoju łodzi rybackich. Drugą stanowi basen północny przyległy do Centralnego Ośrodka Żeglarstwa, przedzielony betonowym pirsem cumowniczym w kształcie litery T, który dzieli go na dwa baseny A i B. Pomiędzy basenem północnym a południowym znajduje się nabrzeże tranzytowe, gdzie odbywają się odprawy graniczne i cumują statki pasażerskie.
Baseny portowe osłania od północnego wschodu, wyspowy, szeroki zadrzewiony falochron tzw. Wyspa Refulacyjna o długości 600 m. Po jego zewnętrznej stronie leży Mielizna Kopanicka sięgająca aż do toru wodnego Świnoujście–Szczecin.